# François Bouchet
Pour les articles homonymes, voir Bouchet.
François Bouchet, né le 16 juillet 1955 à Lyon,, est un astrophysicien français. Il est membre de l'Academia Europaea depuis 2019.

## Biographie
François Bouchet est le fils de la galeriste Nadine Musté et de l'avocat Paul Bouchet. Paul Bouchet a épousé en deuxième noces Mireille Delmas-Marty. 
Il est depuis 1980 ingénieur diplômé de l'École supérieure de physique et de chimie industrielles de la ville de Paris (95e promotion). Il est docteur en sciences physiques de l'université Pierre-et-Marie-Curie et a soutenu sa thèse de troisième cycle en 1983. 
Il est directeur de recherches au CNRS depuis 1993 et travaille à l'Institut d'astrophysique de Paris dont il est le directeur depuis le 1er janvier 2021. Il a été astronome visiteur aux États-Unis à l'université de Berkeley puis à l'université de Princeton.

## Recherche scientifique
Il travaille en cosmologie sur les structures à grande échelle de l'univers, les cordes cosmiques, l'anisotropie du fond diffus cosmologique, la formation et l'évolution des galaxies et les simulations numériques en astrophysique pour l'étude des grandes structures de l'univers. 
Il a participé aux projets Archeops et Planck Surveyor.

## Distinctions
- Group Achievement Award in Astronomy[5] de l'Agence spatiale européenne, décerné à l'équipe de la mission Planck[6] (co-dirigée par François Bouchet) (2018)
- prix Émilie du Châtelet de la Société française de physique (2016)[7]
- prix scientifique de la Fondation Louis D. (Institut de France) (2014)[8]
- Prix ARRI du rayonnement français (2011)[9]
- Grand Prix de l’Association aéronautique et astronautique de France à l’équipe Planck-Herschel pour « une avancée exceptionnelle dans le domaine spatial » (2010)
- Prix de la Société française des spécialistes en astronomie (1993)

## Publications
- Croissance des fluctuations primordiales et distribution des galaxies, thèse de doctorat en sciences physiques, 1983.
- Cosmic velocity fields, avec Marc Lachièze-Rey, 603 pages, Institut d'astrophysique de Paris, CNRS, 1993, Gif-sur-Yvette, éditions Frontières, 1993.
- L'univers primordial, École de physique des Houches, Grenoble, Les Houches, 28 juin-23 juillet 1999, édité par Pierre Binétruy, Richard Schaeffer, Joseph Silk et François David, Les Ulis, EDP Sciences, 2000.
- Physique et cosmologie, Vanves, SFRS, 2005.
- Einstein aujourd'hui, avec Alain Aspect et Éric Brunet, avant-propos par Michèle Leduc et Michel Le Bellac,  Les Ulis, EDP Sciences, 2005.
- La Mission Planck : état et perspectives, avec Marcel Lecaudey, Loïc Quentin et Jean Mouette, CERIMES, 2011.
- Les Nouvelles Lumières, comment la physique continue d'éclairer le monde, avec Vincent Minier et Daniel Vignaud, Paris, Bibliothèque nationale de France, 2012.
- Post-Planck cosmology, École de physique des Houches, 8 juillet - 2 août 2013, édité par Cédric Deffayet, Patrick Peter et Benjamin Wandelt, Oxford, Oxford University Press, 2015.